# Piętno (film 1997)
Piętno (ang. Bent) – brytyjski dramat wojenny z 1997 roku w reżyserii Seana Mathiasa.